# خط دفاعی

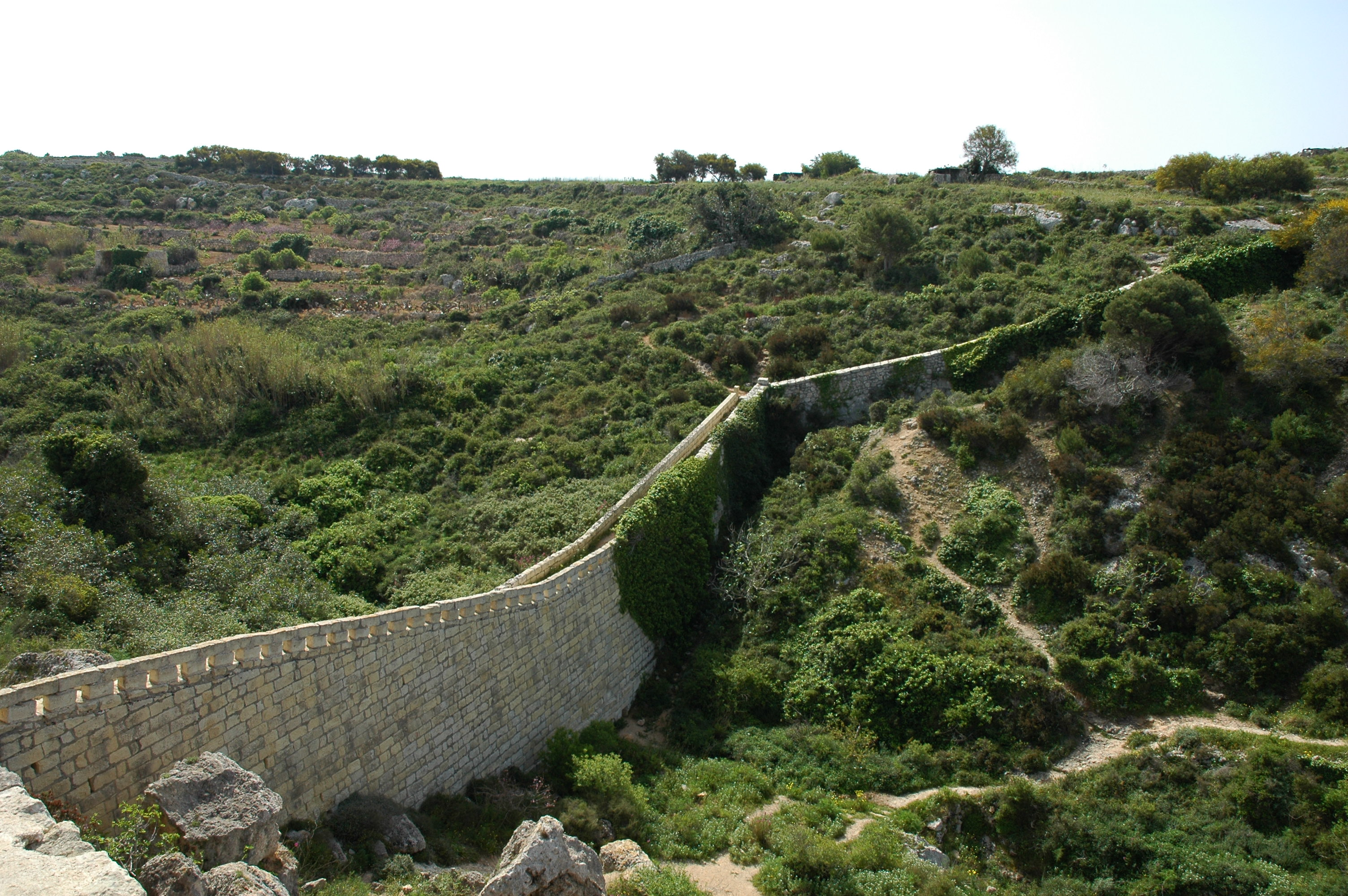
خطوط دفاعی ویکتوریا در جزیره مالت. این استحکامات برای جداسازی جنوب این جزیره از شمال آن ساخته شده‌اند.

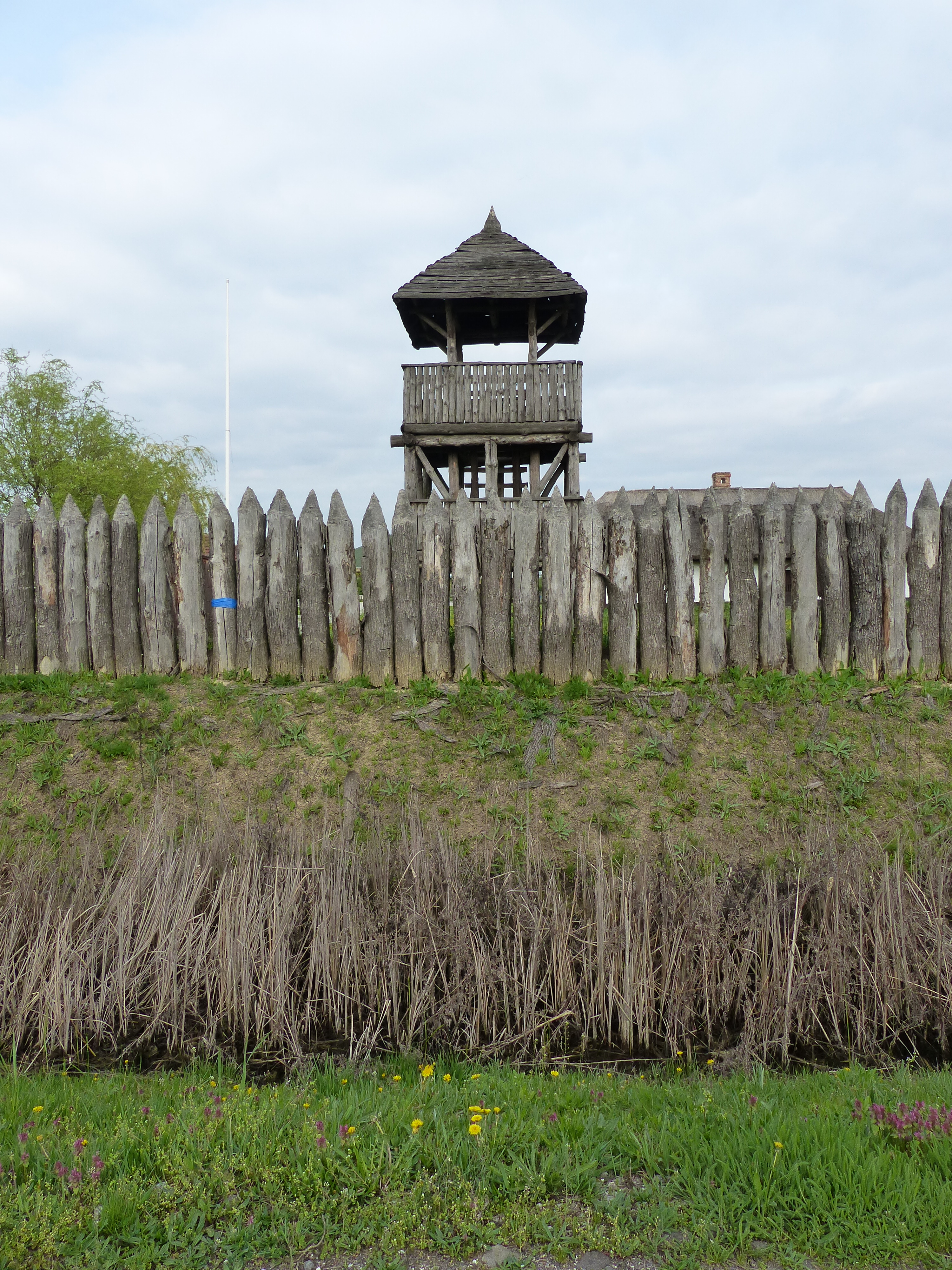
بازسازی یک خط دفاعی باستانی سکایی (حدود ۳۳۹ پیش از میلاد) در مجارستان امروزی.

خط دفاعی یا دیوار دفاعی خطی فرضی از لحاظ جغرافیایی قابل تشخیص است که دربردارنده نیروها و جنگ‌افزارهایی است که برای محافظت از مکانی با اهمیت بالا در هنگام مناقشات مسلحانه مستقر می‌شوند.
ناهمواری‌های طبیعی مانند رودخانه‌ها، مرداب‌ها، رشته‌کوه‌ها و خطوط ساحلی ممکن است به عنوان خط دفاعی مورد استفاده قرار گیرند. از استحکامات صحرایی موقتی می‌توان به ترانشه و استحکامات صحرایی دائمی به دژ و پناهگاه اشاره کرد.

## فهرست خطوط دفاعی

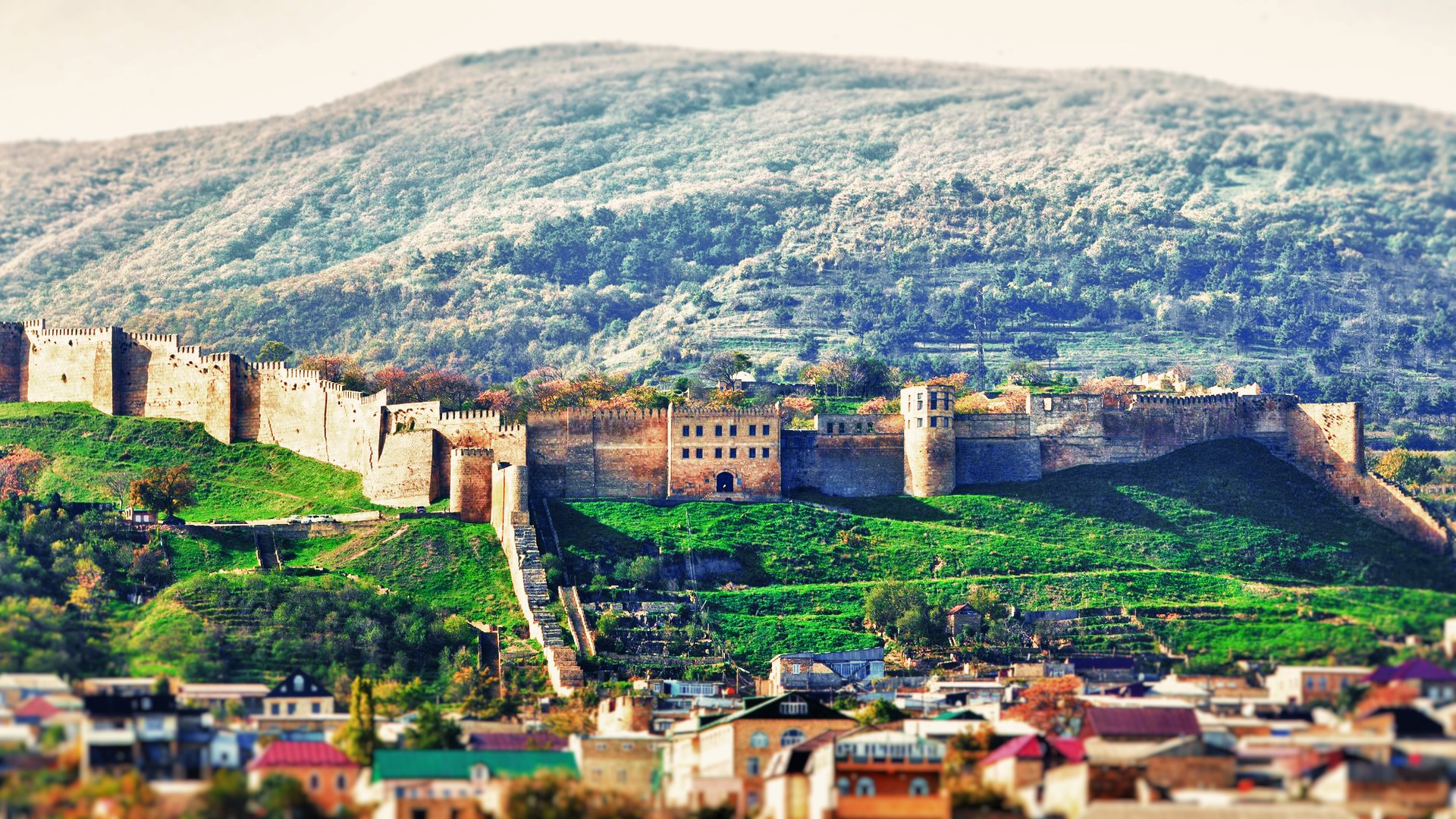
دیوار دربند

برخی از خطوط دفاعی برجسته عبارتند از:

### تاریخی
- دیوار گرگان
- دیوار مادی
- دیوار بزرگ چین، چین
- خطوط دفاع ساسانی
  - دیوار بزرگ گرگان، ایران
  - دیوار دربند
- لایمز ژرمنیکوس، آلمان
- دیوار هادریان، انگلستان
- خط دفاعی ماژینو، فرانسه
- خط دفاعی هیندنبورگ، فرانسه
- خطوط دفاعی ویکتوریا، مالت
- استحکامات نظامی غرب روسیه، روسیه
- خط دفاعی زیگفرید، آلمان
- خط دفاعی گوتیک، ایتالیا
- خط دفاعی پنتر-واتان، روسیه
- خط دفاعی کی-وی، خطی دفاعی بین وور و کونینگ‌شویکت در جنگ‌جهانی‌دوم
- خط دفاعی شوستر، لوکزامبورگ

### امروزی
- سنگر روسیه–اوکراین، اوکراین